# Iljastjärnen (Ramsele socken, Ångermanland)
Iljastjärnen är en sjö i Sollefteå kommun i Ångermanland och ingår i Ångermanälvens huvudavrinningsområde.